# Voleč

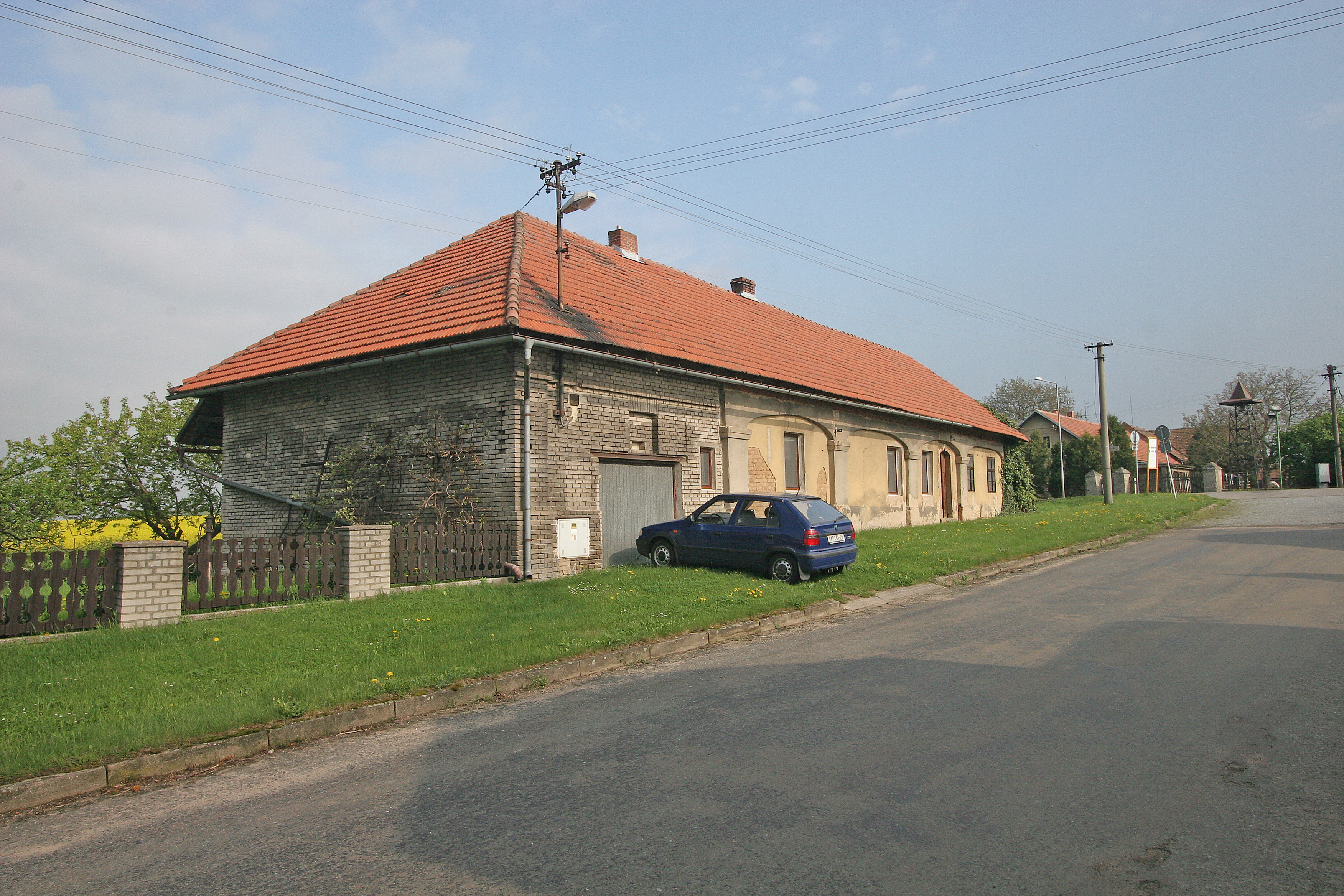
Ehemaliges Wirtshaus

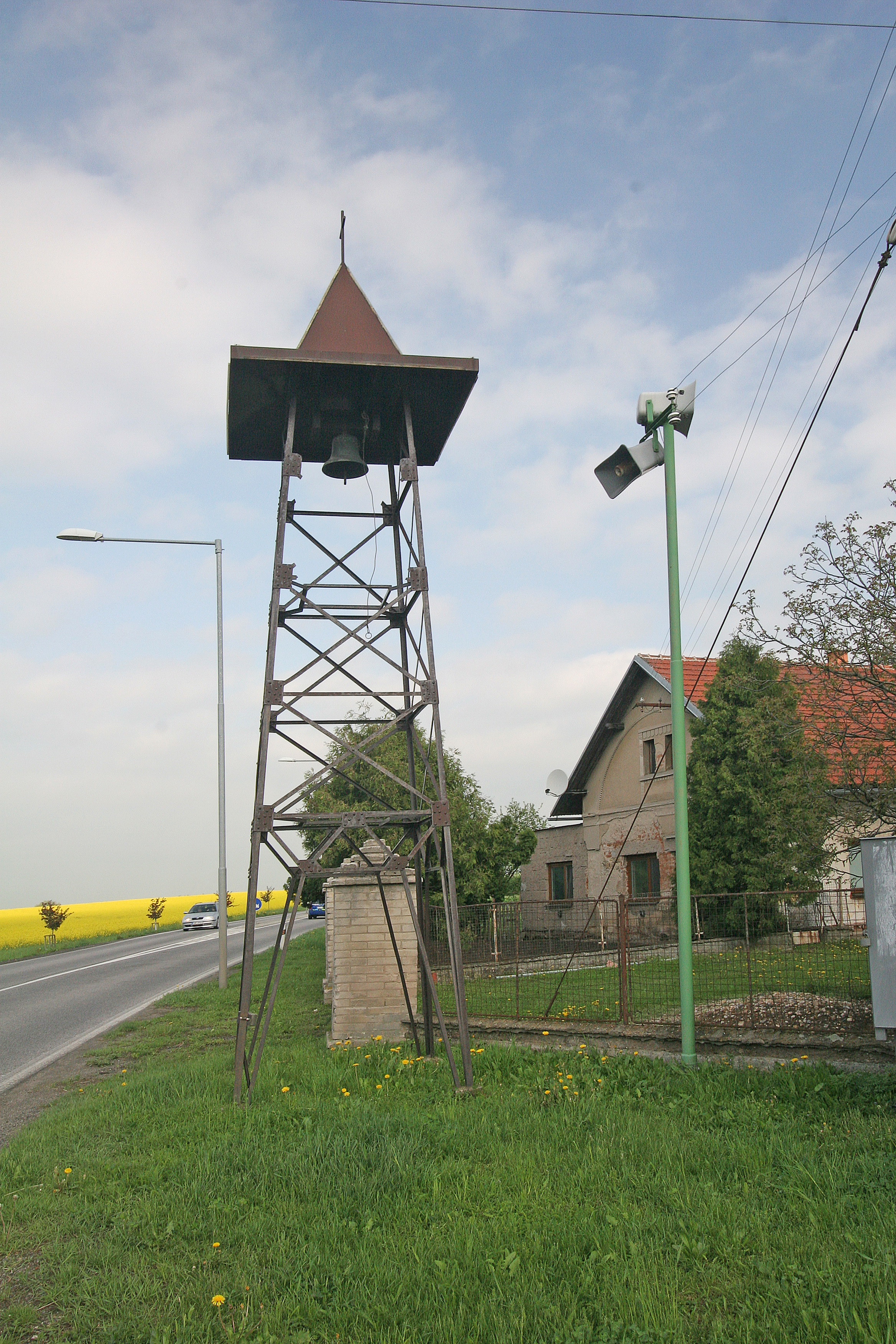
Glockenturm

Voleč (deutsch Woletsch) ist eine Gemeinde in Tschechien. Sie liegt 18 Kilometer nordwestlich des Stadtzentrums von Pardubice und gehört zum Okres Pardubice.

## Geographie
Voleč befindet sich auf der Dobřenická plošina (Dobrzenitzer Hochfläche). Am östlichen Ortsrand liegen im Quellgebiet des Baches Sopřečský potok die Teiche Nový rybník, Beránek und Březinský rybnik. Nördlich erhebt sich der Soudný (288 m n.m.), im  Nordwesten die Jitra (272 m n.m.). Durch den Ort führt die Staatsstraße I/36 zwischen Nové Město und Lázně Bohdaneč; nördlich verläuft die Dálnice 11/E 67.
Nachbarorte sind Na Obci, V Austrálii, Chudeřice, Káranice und Obědovice im Norden, Kratonohy, Michnovka und Kasaličky im Nordosten, Kasalice, Třídeň und Ve Střídmí im Osten, Rohovládova Bělá, Na Samotě und Vyšehněvice im Südosten, Sopřeč im Süden, Žáravice, Amerika, Vápno und Přepychy im Südwesten, Malé Výkleky im Westen sowie Chýšť und Stará Voda im Nordwesten.

## Geschichte
Die erste urkundliche Erwähnung des Dorfes erfolgte im Jahre 1398. Erste bekannte Besitzer waren die Brüder Mareš und Jan von Vyšeňovice, die 1403 das Kaplanat in Bělá gründeten. Zu den nachfolgenden Grundherren gehörten Johanka von  Hustířan, Kunata d. J. Dobrženský von Dobrženitz sowie Vojtěch von Pernstein. Letzterer schloss das Gut an seine Herrschaft Pardubitz an. Am 21. März 1560 veräußerte Jaroslav von Pernstein die gesamte Herrschaft Pardubitz an König Ferdinand I. Zu dieser Zeit bestand Voleč aus 16 Anwesen, darunter einem Kretscham mit Badehaus. König Maximilian II. übertrug die Verwaltung der königlichen Herrschaften der Hofkammer. Während des Dreißigjährigen Krieges wurde das Dorf geplündert und niedergebrannt. Bis ins 18. Jahrhundert lag Voleč in einem ausgedehnten Waldgebiet und war von einem Teichsystem umgeben. 
Im Jahre 1835 bestand das im Chrudimer Kreis gelegene Dorf Woletsch bzw. Woleč aus 46 Häusern, in denen 339 Personen, darunter sechs protestantische und zwei jüdische Familien, lebten. Pfarrort war Biela. Bis zur Mitte des 19. Jahrhunderts blieb Woletsch der k.k. Kameralherrschaft Pardubitz untertänig.
Nach der Aufhebung der Patrimonialherrschaften bildete Voleč ab 1849 eine Gemeinde im Gerichtsbezirk Přelauč. Kaiser Franz Joseph I. verpfändete die k. k. Kameralherrschaft Pardubitz im Jahre 1855 als Staatsschuldverschreibung an die Oesterreichische Nationalbank, die die Herrschaft am 25. Juni 1863 an die k. k. privilegierte Österreichische Credit-Anstalt für Handel und Gewerbe verkaufte. 1866 kaufte der Großindustrielle Heinrich Drasche die Grundherrschaft Pardubitz. Ab 1868 gehörte die Gemeinde zum Bezirk Pardubitz. 1869 hatte Voleč 441 Einwohner und bestand aus 61 Häusern. Am 18. Juni 1881 kaufte Richard von Drasche-Wartinberg für 2.080.000 Gulden die Grundherrschaften Pardubitz und Kunětická Hora aus der väterlichen Erbmasse. Zum Ende des 19. Jahrhunderts erlebte Voleč seine Blütezeit; es entstanden die neuen Ortsteile Na Obci und Na Silnici, 1890 hatte die Gemeinde 495 Einwohner. In dieser Zeit erfolgte auch der Bau einer Schule. Im Jahre 1900 lebten in Voleč  478 Menschen, 1910 waren es 484. Nach der Gründung der Tschechoslowakei wurde im Zuge der Bodenreform von 1920 der Großgrundbesitz der Familie Drasche-Wartinberg konfisziert und aufgeteilt. 1930 hatte die Gemeinde 425 Einwohner. Im Jahre 1949 wurde Voleč dem Okres Přelouč zugeordnet, seit 1960 gehört die Gemeinde wieder zum Okres Pardubice. Beim Zensus von 2001 lebten in den 114 Häusern von Voleč 309 Personen. Zu Beginn des 21. Jahrhunderts wurde die ehemalige Schule zum Gemeindeamt umgebaut; die neue Autobahn trennte das Dorf vom Waldgebiet Vršecký les ab.

## Gemeindegliederung
Für die Gemeinde Voleč sind keine Ortsteile ausgewiesen. Zu Voleč gehören die Ansiedlungen Na Obci, V Austrálii, Třídeň und Ve Střídmí. Grundsiedlungseinheiten sind Ve Střídmí und Voleč.

## Sehenswürdigkeiten
- Glockenturm